# Bhramaram
Bhramaram é um filme indiano dirigido por Blessy e lançado em 2009.